# Dayton Callie
Dayton Callie (Newark, 1946), é um ator norte-americano, mais conhecido por interpretar Charlie Utter em Deadwood da HBO, o ex-chefe de polícia Wayne Unser em Sons of Anarchy e Jeremiah Otto em Fear the Walking Dead da AMC. Ele também dublou Whitaker em Left 4 Dead 2 da Valve, apareceu em Halloween II e teve pequenos papéis em episódios de The Unit e Seinfeld. Ele também participou de dois episódios da curta série da NBC, The Cape, como o prefeito, e teve um arco de três episódios em CSI.

## Biografia
Callie é um veterano naval, tendo servido durante a Guerra do Vietnã.

## Prêmios e indicações
| Ano  | Associação                 | Categoria                                               | Trabalho nomeado | Resultado |
| ---- | -------------------------- | ------------------------------------------------------- | ---------------- | --------- |
| 2007 | Screen Actors Guild Awards | Excelente Desempenho em Conjunto em uma Série Dramática | Deadwood         | Indicado  |